# Vzpomínka na kamaráda
Vzpomínka na kamaráda je kompilační album brněnské skupiny Kamelot a jeho hostů, kteří nazpívali většinu písní. Skladby vyšly až na dvě výjimky (Loď jménem láska, Jednou ráno až se vzbudím v provedení Radka Michala) již na minulých discích. Album bylo vydáno ve společnosti Monitor EMI v roce 2000, mastering provedlo studio "V" (Petr Vavřík) v dubnu téhož roku.

## Obsazení
Autorem všech textů a hudby je Roman Horký. Obsazení skupiny:
- Roman Horký – sólo kytara, sólový zpěv
- Viktor Porkristl – doprovodná kytara, zpěv
- Radek Michal – doprovodná kytara, zpěv
- Richard Lašek – conga
- Petr Rotschein – baskytara, kontrabas, zpěv
- Věra Martinová, Pavel Žalman Lohonka, Wabi Daněk, Pavlína Jíšová, Táňa Wajsová, Petra Kubecová, Zuzana Mejdrová, Antonín Hlaváč, Slávek Janoušek, Jaroslav Samson Lenk – zpěv, jako hosté
- Ivo Viktorin – hammond organ, jako host
- Karel Macálka – zpěv, klavír, hammond organ, jako host
- Luboš Novotný – dobro, jako host
- Jaroslav Petrásek, Jan Valendin – bicí, jako hosté
- Petr Vavřík – baskytara, bezpražcová baskytara, jako host

## Skladby
1. Loď jménem láska – (Radek Michal a Roman Horký)
2. Cestou domů – (Kamelot)
3. Cikáni – (Pavlína Jíšová, Pavel Žalman Lohonka, Tonda Hlaváč)
4. Zlatá ryba – (Věra Martinová)
5. Amulet – (Wabi Daněk a Kamelot)
6. Slib – (Pavlína Jíšová a Kamelot)
7. Velká voda – (Táňa Wajsová, Petra Kubecová, Zuzana Mejdrová)
8. Velikej den – (Pavlína Jíšová, Pavel Žalman Lohonka, Tonda Hlaváč)
9. Zázraky se dějí – (Pavlína Jíšová, Pavel Žalman Lohonka, Tonda Hlaváč)
10. Vyznavači ohňů – (Kamelot)
11. Honolulu – (Slávek Janoušek a Kamelot)
12. Věrňák – (Jaroslav Samson Lenk a Kamelot)
13. Jednou ráno až se vzbudím – (Radek Michal)
14. Čas rozchodů – (Věra Martinová a Roman Horký)